# Jimmy Howard
Jimmy Howard (ur. 26 marca 1984 w Ogdensburgu) – amerykański hokeista, reprezentant USA, olimpijczyk.

## Kariera
- U.S. National U18 Team (2001-2002)
- Maine Black Bears (2002-2005)
  -  Grand Rapids Griffins (2005-2009, 2016/2017, 2019/2020)
- Detroit Red Wings (2005, 2007, 2008, 2009-2010, 2011-2021)

Grał dwa lata w lidze NAHL, po czym w drafcie NHL z 2003 został wybrany w drugiej rundzie przez Detroit Red Wings. W latach 2002–2005 grał w akademickiej lidze NCAA. Od 2005 zawodnik Detroit Red Wings. W pierwszych czterech sezonach grał głównie w zespole farmerskim, w lidze AHL. Od 2009 na stałe w drużynie Czerwonych Skrzydeł w lidze NHL. W kwietniu 2013 przedłużył kontrakt o sześć lat. Pod koniec stycznia 2021 ogłosił zakończenie kariery zawodniczej.
Uczestniczył w turniejach mistrzostw świata w 2012, 2017 oraz zimowych igrzysk olimpijskich 2014.

## Sukcesy
Klubowe

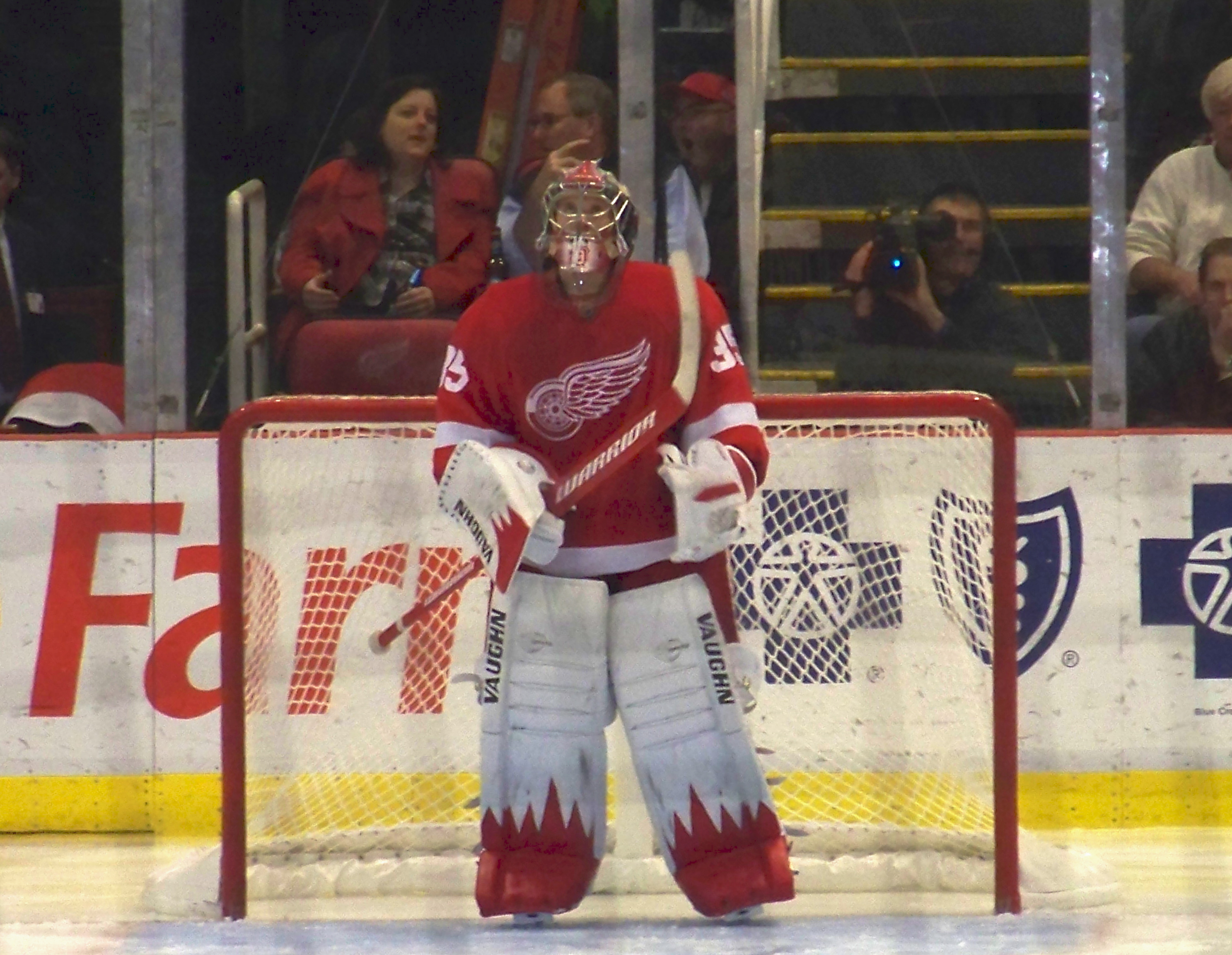
Jimmy Howard w barwach Detroit Red Wings (2010)

- Mistrzostwo dywizji AHL: 2006 z Grand Rapids Griffins
- Mistrzostwo konferencji AHL: 2006 z Grand Rapids Griffins
- Norman R. „Bud” Poile Trophy: 2006 z Grand Rapids Griffins

Indywidualne
- NCAA (Hockey East) 2002/2003:
  - Skład gwiazd pierwszoroczniaków
  - Najlepszy pierwszoroczniak
- NCAA (Hockey East) 2003/2004:
  - Drugi skład gwiazd Amerykanów
  - Pierwszy skład gwiazd sezonu
  - Najlepszy bramkarz sezonu
- AHL 2005/2006:
  - Skład gwiazd pierwszoroczniaków
  - Najlepszy zawodnik tygodnia - 19 marca 2006
  - Najlepszy bramkarz miesiąca - marzec 2006
- AHL (2007/2008):
  - Mecz gwiazd AHL
  - Najlepszy bramkarz miesiąca - grudzień 2007
- AHL (2008/2009):
  - Najlepszy zawodnik tygodnia - 25 stycznia 2009
- NHL (2009/2010):
  - Najlepszy pierwszoroczniak miesiąca - marzec 2010
  - NHL All-Rookie Team
- NHL (2011/2012):
  - NHL All-Star Game
- Mistrzostwa Świata w Hokeju na Lodzie 2012/Elita:
  - Jeden z trzech najlepszych zawodników reprezentacji

## Statystyki

### Sezon zasadniczy
| Sezon      | Drużyna               | Liga       | M  | Z  | P  | R* | MIN  | GS  | SO | GAA  | SA   | SV   | SV%  | Asysty | MK |
| ---------- | --------------------- | ---------- | -- | -- | -- | -- | ---- | --- | -- | ---- | ---- | ---- | ---- | ------ | -- |
| 2005-06    | Grand Rapids Griffins | AHL        | 38 | 27 | 6  | 2  | 2141 | 92  | 2  | 2.58 | 1019 | 927  | 91.0 | 3      | 17 |
| 2005-06    | Detroit Red Wings     | NHL        | 4  | 1  | 2  | 0  | 201  | 10  | 0  | 2.99 | 104  | 94   | 90.4 | 0      | 0  |
| 2006-07    | Grand Rapids Griffins | AHL        | 49 | 21 | 21 | 3  | 2776 | 125 | 6  | 2.70 | 1411 | 1286 | 91.1 | 1      | 6  |
| NHL Ogółem | NHL Ogółem            | NHL Ogółem | 4  | 1  | 2  | 0  | 201  | 10  | 0  | 2.99 | 104  | 94   | 90.4 | 0      | 0  |

Statystyki z 7 kwietnia, 2007
*Od sezonu 2005/06 nie ma remisów. Mecze są decydowane dogrywką lub rzutami karnymi

### Playoffy
| Sezon      | Drużyna               | Liga       | M  | Z | P  | R | MIN  | GS | SO | GAA  | SA  | SV  | SV%  | Asysty | MK |
| ---------- | --------------------- | ---------- | -- | - | -- | - | ---- | -- | -- | ---- | --- | --- | ---- | ------ | -- |
| 2005-06    | Grand Rapids Griffins | AHL        | 13 | 5 | 7  | 0 | 763  | 44 | 0  | 3.46 | 384 | 340 | 88.5 | 0      | 4  |
| 2006-07    | Grand Rapids Griffins | AHL        | 7  | 3 | 4  | 0 | 434  | 14 | 0  | 1.94 | 191 | 177 | 92.7 | 0      | 4  |
| AHL Ogółem | AHL Ogółem            | AHL Ogółem | 20 | 8 | 11 | 0 | 1197 | 58 | 0  | 2.91 | 575 | 517 | 89.9 | 0      | 8  |

Statystyki z 7 kwietnia, 2007